# Brief Ediciones
Editorial BRIEF es una editorial española constituida en 2000 en Valencia. Publica libros sobre innovación pedagógica; además está especializada en altas capacidades y superdotación. 
Dentro del ámbito de la literatura infantil y juvenil ha publicado obras de reconocidos autores como Laura Gallego García o César Fernández García.
Tiene un fondo vivo, pequeño, de alrededor de 100 títulos que se agrupan en varias colecciones:
Sus libros están escritos en castellano, aunque también en catalán e inglés.

## Colecciones
- Talentos en Acción
- Competencias Básicas
- Experiencias Didácticas
- In-genio
- Historias con Miga
- Sobre Rodes
- De Autor